# Mala Vilșanka, Zolociv
Mala Vilșanka (în ucraineană Мала Вільшанка) este un sat în comuna Bortkiv din raionul Zolociv, regiunea Liov, Ucraina.

## Demografie
Componența lingvistică a localității Mala Vilșanka
     Ucraineană (99,58%)
     Alte limbi (0,42%)
Conform recensământului din 2001, majoritatea populației localității Mala Vilșanka era vorbitoare de ucraineană (99,58%), existând în minoritate și vorbitori de alte limbi.